# Primitivo
Primitivo, em antropologia, é um termo atualmente considerado obsoleto, que foi, no entanto, consagrado e amplamente utilizado no século XIX, época em que o paradigma baseava-se no evolucionismo, ou seja, na perspectiva teórica segundo a qual os fenômenos sociais e culturais da vida humana estão sujeitos a leis gerais de transformação análogas e complementares às da evolução biológica.
Geralmente, o termo opõe os povos da pré-história à civilização, por força das concepções vigentes na época e interesses colonialistas, excluindo, do conceito de civilização, os povos não ocidentais. Segundo o Dicionário Aurélio, o termo é relativo aos povos não letrados, que vivem em sociedades consideradas como de escala menor, organização social menos complexa e nível tecnológico menos desenvolvido do que as sociedades ditas civilizadas, e vistos pelo evolucionismo social como representantes de um estado social e mental supostamente mais próximo da condição original, natural, da humanidade, ou dela sobreviventes.

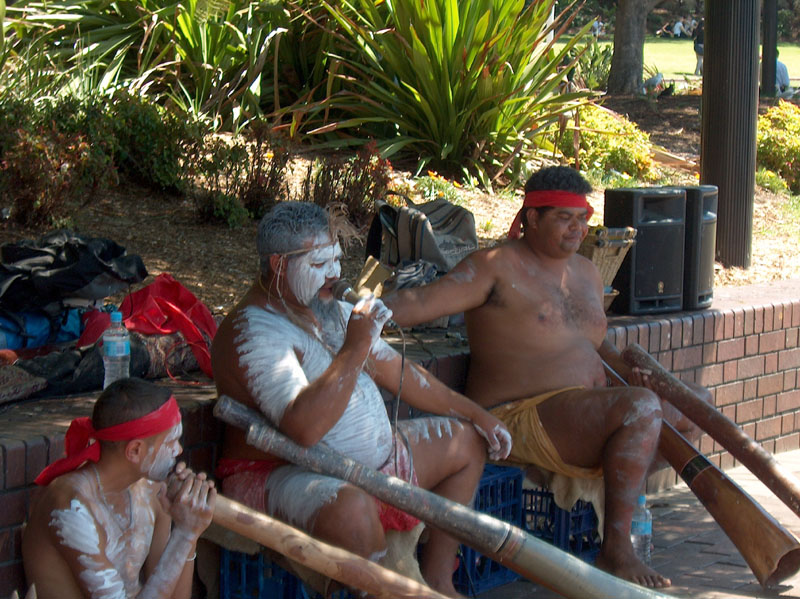
Os aborígenes australianos são um exemplo de povo que era considerado pelos intelectuais europeus do início do século XX como um povo primitivo